# Battle Born
Battle Born – czwarty album  amerykańskiej rockowej grupy  The Killers, ukazał się 17 września 2012 roku. Tytuł pochodzi z hasła, widniejącego na fladze stanu Nevada. Taką nazwę nosi również studio, w którym nagrywano płytę.

## Lista utworów
1. "Flesh and Bone"
2. "Runaways"
3. "The Way It Was"
4. "Here With Me"
5. "A Matter Of Time"
6. "Deadlines and Commitments"
7. "Miss Atomic Bomb"
8. "The Rising Tide"
9. "Heart of a Girl"
10. "From Here On Out"
11. "Be Still"
12. "Battle Born"

## Utwory dodatkowe
- "Carry Me Home"
- "Flesh and Bone (Stuart Price/Jacques Lu Cont Remix)"
- "Prize Fighter"